# Tisiologia

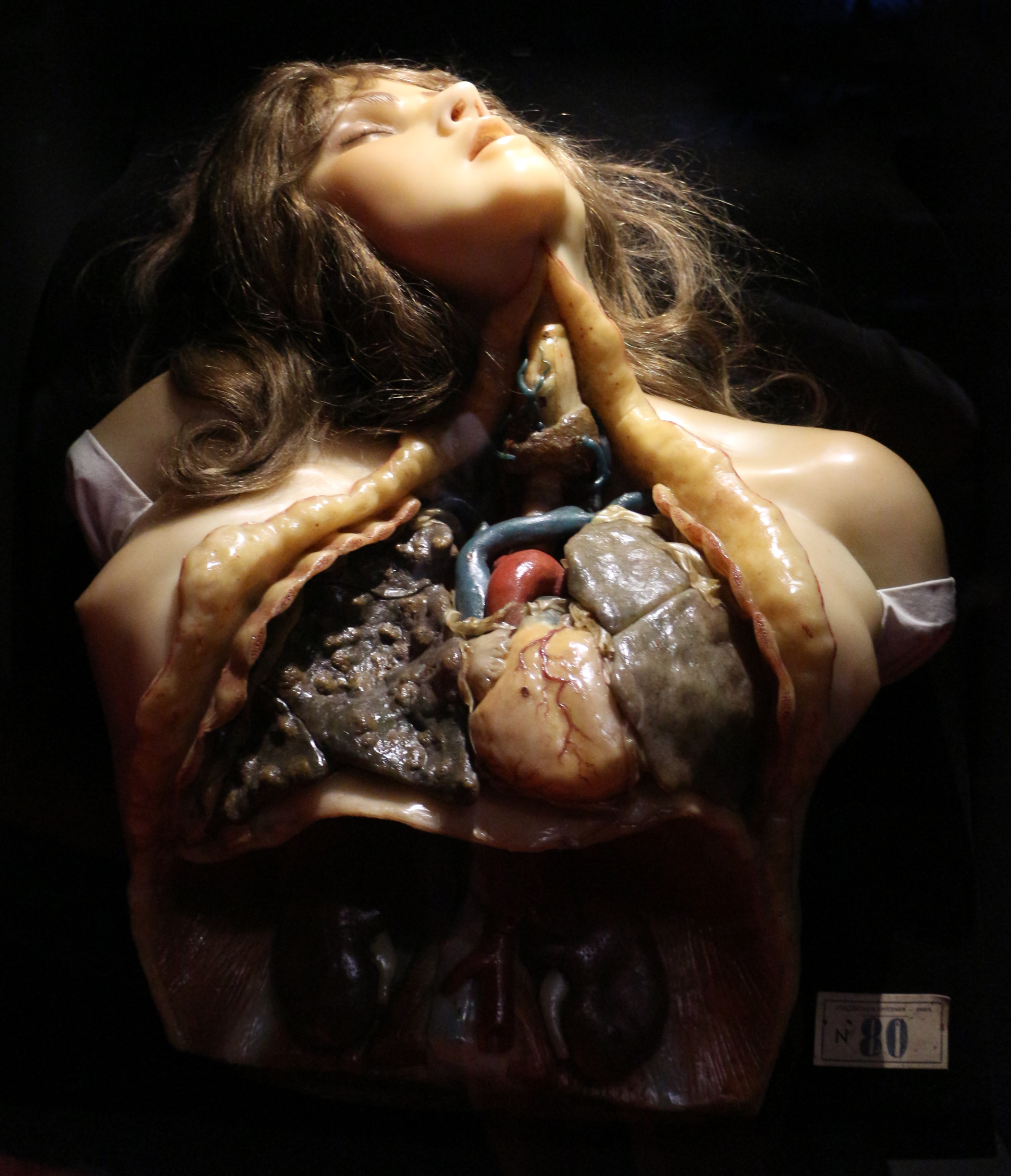

La tisiologia o pneumotisiologia è una branca della pneumologia che si occupa nello specifico dello studio (cause, epidemiologia, manifestazioni cliniche, diagnosi, trattamento e prevenzione) della tubercolosi polmonare (di cui la tisi è una forma particolare).

## Storia
Si deve al medico e batteriologo tedesco Robert Koch, grazie alle ricerche ed agli studi compiuti negli ultimi anni del XIX secolo  l'identificazione nell'anno 1882 del Mycobacterium tuberculosis, il bacillo che rappresenta l'agente eziologico, ovvero la causa della tubercolosi.
Nonostante non fosse stato ancora identificato il batterio responsabile della malattia, i medici di fine Ottocento avevano già capito che i naturali benefici del clima e dell'esposizione ai raggi solari potevano essere utilmente sfruttati per la cura dei soggetti affetti da tubercolosi. A tal fine, furono allestiti i sanatori, strutture non ospedaliere, adatte ad ospitare gli ammalati in località con un clima adeguato, assistiti da personale sanitario, specificamente istruito con corsi di tisiologia istituiti dalle facoltà di medicina.
Il primo sanatorio per la TBC aprì nel 1859 nella cittadina di Görbersdorf, in Germania: oggi la città ha il nome di Sokołowsko e si trova in territorio polacco.
In alcuni paesi, fra cui in particolare l'URSS, la tisiologia divenne una disciplina autonoma, una branca della medicina interna.
Nei primi anni del '900 furono fondati gli istituti medici di ricerca sulla tisi, i quali divennero dei veri e propri centri per il controllo della tubercolosi.
Con gli anni successivi si sviluppò una ricca rete di ospedali e cliniche per la tubercolosi, sanatori e istituti di ricerca impegnati nell'obbiettivo di migliorare la prevenzione, la diagnosi e il trattamento delle diverse forme di tubercolosi. Venivano gettate le basi teoriche della tisiologia.
Anche se alcuni studiosi ritengono questa specialità ormai anacronistica e riassorbita dalla pneumologia, il reinsorgere della tubercolosi nei paesi industrializzati a causa delle recenti ondate migratorie ha portato nuovamente interesse riguardo a questa branca della medicina.

## Etimologia
Il termine deriva dalla parola tisi (nella lingua greca φθίσις), utilizzata dal "padre" della medicina Ippocrate, ad indicare la consunzione delle persone affette.

## Metodiche di diagnosi
La tisiologia si basa su un'ampia varietà di metodiche diagnostiche che vanno dal semplice esame clinico, alla esecuzione di accertamenti radiologici od endoscopici.
Centrale anche l'utilizzo del laboratorio di analisi e degli accertamenti biochimici, batteriologici e immunologici.

## Metodiche terapeutiche
La terapia tradizionale della tisi includeva adeguate misure d'igiene ed alimentari, regimi di trattamento nei sanatori dell'epoca, l'induzione di pneumotorace terapeutico (detto anche pneumotorace di Forlanini: una pratica medica con cui si produceva il collasso delle caverne tubercolari che si verificavano all'interno del parenchima polmonare al fine di facilitarne la guarigione), e il trattamento sintomatico.
Nella seconda metà del XX secolo il trattamento tradizionale è stato affiancato dal ricorso ai nuovi agenti antitubercolari che agiscono in modo specifico sull'agente causale della malattia, il mycobacterium tubercolosis.
I farmaci antitubercolari (rifampicina, streptomicina, etambutolo e isoniazide) affiancati dalle nuove tecniche chirurgiche (in particolare toraciche e polmonari, ossee ed articolari, urogenitali), sono diventati il principale presidio terapeutico.

## Prevenzione
I progressi nella prevenzione della tubercolosi sono il risultato sia di un miglioramento delle condizioni sociali economiche e di igiene, che dell'attuazione di fondamentali misure di profilassi, come ad esempio l'immunizzazione con il vaccino BCG (bacillo di Calmette e Guérin).
Mentre i bambini possono essere utilmente vaccinati per proteggerli dalla TBC, sfortunatamente nessun vaccino attualmente disponibile provvede una protezione affidabile per gli adulti. Per questi ultimi resta disponibile la chemioprofilassi antitubercolare. La chemioprofilassi prevede la possibilità di ricorrere, in alcuni soggetti portatori di infezione tubercolare ma non ancora ammalati, così come per alcune persone ad alto rischio, ad un ciclo di terapia preventiva con un agente antitubercolare, l'isoniazide (INH o INI). Il ciclo deve essere prolungato per almeno 6-12 mesi. Con la profilassi ci si prefigge di uccidere i micobatteri mentre sono ancora inattivi e quindi impedire il possibile sviluppo della malattia nei mesi/anni successivi.